# Arquebisbat de Glasgow
L'arquebisbat de Glasgow (anglès: Archdiocese of Glasgow; llatí: Archidioecesis Glasguensis) és una seu metropolitana de l'Església Catòlica a Escòcia. L'any 2013 tenia 196.200 batejats sobre una població de 827.000 habitants. Actualment està regida per l'arquebisbe Philip Tartaglia.

## Territori
L'arxidiòcesi comprèn les ciutats de Glasgow, Cumbernauld, Bearsden, Bishopbriggs i Milngavie, Dumbarton, Balloch i Garelochhead.
La seu arxiepiscopal és la ciutat de Glasgow, on es troba la Sant Andreu.
El territori s'estén sobre 1.165 km² i està dividit en 93 parròquies.

### Diòcesis sufragànies
Des de 1947 l'arxidiòcesi de Glasgow és una seu metropolitana, amb dues diòcesis sufragànies:
- Motherwell,
- Paisley

## Història
Originalment establerta per sant Kentigern, la diòcesi de Glasgow es va fer important al segle xii. Va ser organitzat pel rei David I d'Escòcia i John, bisbe de Glasgow. El bisbat es va convertir en un dels més grans i més ric al Regne d'Escòcia, portant riquesa i estatus a la ciutat. En algun moment entre 1175 i 1178 aquesta posició es va enfortir encara més quan el bisbe Jocelin va obtenir per a la seu episcopal l'estat de burg del rei Guillem el Lleó, la qual cosa permeté l'assentament que ampliés els beneficis dels monopolis comercials i altres garanties legals. En algun moment entre 1189 i 1195 aquest estat es va complementar amb una fira anual, que sobreviu actualment com la Fira de Glasgow.
Fins 1560, quan a la pràctica de la fe catòlica va ser suprimida per Llei del Parlament d'Escòcia gairebé tots els bisbes de Glasgow van tenir una participació activa en el govern del país, ja fos com a Cancellers o tresorers del regne o com a membres de la regència durant la minoria d'un sobirà. Robert Wishart (consagrat el 1272, va morir 1316), va ser notable pel seu patriotisme durant la guerra de la independència escocesa d'Anglaterra, i va ser l'amic proper de William Wallace i de Robert Bruce. William Turnbull (consagrat el 1447, mort 1454) va obtenir el 1450 del Papa Nicolau V la carta de fundació de la Universitat de Glasgow.
El 9 de gener de 1492, el Papa Innocenci VIII va elevar la seu al rang de seu metropolitana mitjançant la butlla Personam tuam, amb les diòcesis sufragànies d'Lismore o Argyll, Dunblane, Dunkeld, i Whithorn-Galloway. James Beaton, nebot del cèlebre cardenal del mateix cognom, va ser el quart i últim arquebisbe de la vella jerarquia.
En 1560, vuit anys després del seu nomenament, es va veure obligat a retirar-se a França, on va actuar com a agent confidencial de Maria, reina d'Escòcia, i més tard obertament com a ambaixador de Jaume VI, fins a la seva mort a París, el 25 d'abril de 1603. Es van portar amb si els registres diocesans, "Registrum Vetus Ecclesiae Cathedralis Glasguensis", manuscrits dels segles XII i xiii, i el "Liber Ruber Ecclesiae Glasguensis", amb entrades des del voltant de 1400 a 1476. Aquests, juntament amb altres registres, van ser impresos el 1843 en un volum per al Maitland Club sota el títol: "Registrum Episcopatus Glasguensis: Munimenta Ecclesiae Metropolitanae Glasguensis a sede restauratâ saeculo ineunte XII ad reformatam religionem". Un memorial d'aquells temps encara roman a l'antiga catedral de Sant Mungo, que va ser iniciada pel Jocelin (consagrat el 1175, mort el 1199) i va rebre les seves últimes addicions de mà de l'arquebisbe Blackader (consagrat el 1484, mort el 1508).
Glasgow no va tornar a convertir-se en un centre de la vida catòlica fins a començaments del segle xix durant el procés de l'emancipació catòlica. El progrés de la revolució industrial també va començar a dibuixar a la ciutat i els voltants catòlics romans de les Terres altes d'Escòcia i més tard, en major nombre, a Irlanda. L'arribada dels irlandesos necessària Rev Andrew Scott, l'únic prevere a Glasgow per començar la construcció de la catedral catòlica de St Clyde al 1814 "per la seva gran ramat d'Irlanda".
Abans de 1795 la majoria dels catòlics a Glasgow eren de les Terres Altes. La missa s'havia celebrat a partir de 1776 en endavant pel bisbe Hay i el bisbe Geddes de manera clandestina, per primera vegada a High St, i més tard als peus de la Saltmarket. En la dècada de 1780 una gran colònia de MacDonalds de Glengarry, en el seu camí als Estats Units es van veure obligats a buscar refugi contra les inclemències del temps, es va quedar per treballar en els molins de Glasgow de la família Monteith. Un capellà de la seva àrea nativa es va unir a ells en 1792. En 1794 molts dels MacDonald van abandonar la ciutat per unir-se al regiment de Glengarry Fencibles. En 1795 la resta d'aquest grup, juntament amb els membres del clan Glengarry van embarcar cap a Amèrica. Van ser acompanyats pel seu pastor, el pare Alexander MacDonald. Més tard, al segle xix els catòlics irlandesos van arribar en major nombre i va tenir un efecte a la ciutat de Glasgow.
El 13 de febrer de 1827, la Santa Seu va erigir el Vicariat Apostòlic del Districte Oest d'Escòcia mitjançant el breu Quanta laetitia del Papa Lleó XIII, prenent el territori del vicariat apostòlic del districte dels Lowlands (avui arquebisbat de Sant Andreu i Edimburg). Va ser encapçalat per un vicari apostòlic, que era un bisbe consagrat i que ocupava una seu titular. Sobre la renúncia del bisbe Gray el 1869, l'arquebisbe Charles Petre Eyre va ser nomenat administrador apostòlic del Districte Occidental. A la restauració de la jerarquia d'Escòcia feta pel Papa Lleó XIII el 4 de març de 1878, el districte es va dividir en l'arxidiòcesi de Glasgow, la diòcesi d'Argyll i les Illes i la diòcesi de Galloway. L'arquebisbe Eyre va ser nomenat primer arquebisbe catòlic de Glasgow des de la Reforma escocesa.
En 1877, un any abans de la institució de l'actual arxidiòcesi catòlica, l'arquebisbe Charles Eyre podria informar que a la ciutat de Glasgow havia dinou parròquies, ateses per cinquanta-dos sacerdots i, al comtat de Dunbarton, cinc parròquies i set sacerdots.
Lanarkshire, que es va convertir en la diòcesi de Motherwell en 1947-48, tenia disset parròquies i vint-i sacerdots, mentre que Renfrewshire, que va esdevenir la diòcesi de Paisley en 1947-48, tenia onze parròquies i setze sacerdots.
Per formar al clergat, l'arquebisbe Eyre va fundar la universitat de Sant Pere a Partickhill el 1874, i també va encoratjar l'obertura en Dowanhill en 1894 del col·legi de preparació de mestres de Notre Dame. També es va comprometre a la creació de noves parròquies i les divisions més grans, les que se sentia que "eren gairebé diòcesi en si mateixes".
El 4 de març de 1878, mitjançant la butlla Ex supremo Apostolatus del Papa Lleó XIII cedí una part del seu territori per tal que s'erigís el, i el vicariat apostòlic va ser elevat al rang d'arxidiòcesi i assumí el nom actual.
Durant l'episcopat del seu successor, l'arquebisbe John Maguire, es va aprovar la Llei d'educació d'Escòcia de 1918. Les dificultats financeres, incloent la triple càrrega de salaris, costos de construcció, i l'augment de les expectatives educatives van fer necessari un acord.
Maguire va donar suport l'esforç de guerra de 1914-18. En 1917, soldats-alumnes, entre ells James Black, el futur bisbe de Paisley, va anar al front des del St Peter's College, i dos dels capellans militars de l'arxidiòcesi van ser morts. Tot i que el seminari mai es va tancar durant la Primera Guerra Mundial, en un moment només va albergar a un sol estudiant i el rector.
El 25 cedí una nova porció del seu territori per tal que s'erigissin les diòcesis de Motherwell i de Paisley, i l'arxidiòcesi va ser elevada a la dignitat metropolitana.
L'arquebisbe emèrit Mario Joseph Conti va ser nomenat en 2002 pel Papa Joan Pau II, i el 24 de juliol de 2012, el Papa Benet XVI va acceptar la renúncia de Conti i va nomenar a Philip Tartaglia, el bisbe de Paisley, per succeir Conti, instal·lant-se formalment al setembre de 2012.

## Cronologia episcopal

### Bisbes abans de la reforma
- John † (1115 - 28 de maig de 1147 mort)
- Herbert † (24 d'agost de 1147 - 1164 mort)
- Ingelram † (28 d'octubre de 1164 - 2 de febrer de 1174 mort)
- Jocelin † (1 de juny de 1175 - 17 de març de 1199 mort)
- Hugh de Roxburgh † (1199 - 10 de juliol de 1199 mort)
- William de Malvoisin, O.F.M. † (1200 - 1202 nomenat bisbe de Saint Andrews)
- Fiorenzo d'Olanda (1202 - 1207 mort)
- Walter † (2 de novembre de 1208 - 1232 mort)
- William de Bondington † (8 de setembre de 1233 - 1258 mort)
- John de Cheam † (1260 - 1268 mort)
- Nicholas de Moffat † (1268 - 1270 mort)
- William Wishart † (circa 1271 - 15 de maig de 1273 nomenat bisbe de Saint Andrews)
- Robert Wishart † (1273 - de novembre de 1316 mort)
- Stephen de Dunnideer † (13 de juny de 1317 - 1318 mort)
- John de Egglescliffe, O.P. † (17 de juliol de 1318 - 1322 nomenat bisbe de Connor)
- John de Lindsay † (15 de març de 1323 - 1335 mort)
- John Wishart † (17 de febrer de 1337 - 1338 mort)
- William Rae † (20 de febrer de 1339 - 27 de gener de 1367 mort)
- Walter Wardlaw † (14 d'abril de 1367 - 23 de desembre de 1483 creat pseudocardenal)
  - Walter Wardlaw † (23 de desembre de 1483 - 1387 mort) (administrador apostòlic)
- Matthew de Glendonwyn † (1389 - 10 de maig de 1408 mort)
  - John Framisden, O.F.M. † (1 de març de 1391) (bisbe electe)
- William de Lauder † (9 de juliol de 1408 - 14 de juny de 1425 mort)
- John Cameron † (22 d'abril de 1426 - 24 de desembre de 1426 mort)
- James Bruce † (3 de febrer de 1447 - ? mort)
- William Turnbull † (27 d'octubre de 1447 - 3 de setembre de 1454 mort)
- Andrew de Durisdeer † (5 de maig de 1455 - 20 de novembre de 1473 mort)
- John Laing † (28 de gener de 1474 - 11 de gener de 1483 mort)
- Robert Blackadder † (19 de març de 1483 - 28 de juliol de 1508 mort)
- James Beaton I † (19 de gener de 1509 - 10 d'octubre de 1522 nomenat arquebisbe de Saint Andrews)
- Gavin Dunbar † (8 de juliol de 1524 - 30 d'abril de 1547 mort)
- Alexander Gordon † (5 de març de 1550 - 4 de setembre de 1551 nomenat arquebisbe titular d'Atenes)
- James Beaton II † (4 de setembre de 1551 - 24 d'abril de 1603 mort)

### Bisbes després de la Reforma

Escut de l'arxidiòcesi

- Ranald MacDonald † (13 de febrer de 1827 - 20 de setembre de 1832 mort)
- Andrew Scott † (20 de setembre de 1832 - 15 d'octubre de 1845 renuncià)
- John Murdoch † (15 d'octubre de 1845 - 15 de desembre de 1865 mort)
- John Gray † (15 de desembre de 1865 - 4 de març de 1869 renuncià)
- Charles Petre Eyre † (15 de març de 1878 - 27 de març de 1902 mort)
- John Maguire † (4 d'agost de 1902 - 14 d'octubre de 1920 mort)
- Donald Mackintosh † (24 de febrer de 1922 - 8 de desembre de 1943 mort)
- Donald Alphonsus Campbell † (6 de gener de 1945 - 22 de juliol de 1963 mort)
- James Donald Scanlan † (29 de gener de 1964 - 23 d'abril de 1974 jubilat)
- Thomas Joseph Winning † (23 d'abril de 1974 - 17 de juny de 2001 mort)
- Mario Joseph Conti (15 de gener de 2002 - 24 de juliol de 2012 jubilat)
- Philip Tartaglia, des del 24 de juliol de 2012

## Estadístiques
A finals del 2013, la diòcesi tenia 827.000 batejats sobre una població de 196.200 persones, equivalent al 23,7% del total.
| any  | població | població  | població | sacerdots | sacerdots       | sacerdots       | sacerdots             | diaques | religiosos | religiosos | parròquies |
| ---- | -------- | --------- | -------- | --------- | --------------- | --------------- | --------------------- | ------- | ---------- | ---------- | ---------- |
| any  | batejats | total     | %        | total     | clergat secular | clergat regular | batejats por sacerdot | diaques | homes      | dones      |            |
| 1950 | 313.075  | 1.250.000 | 25,0     | 300       | 249             | 51              | 1.043                 |         | 58         | 450        | 65         |
| 1970 | 323.260  | 1.105.000 | 29,3     | 393       | 338             | 55              | 822                   |         | 112        | 372        | 103        |
| 1980 | 293.000  | 1.039.000 | 28,2     | 325       | 263             | 62              | 901                   |         | 92         | 432        | 111        |
| 1990 | 281.100  | 986.517   | 28,5     | 293       | 243             | 50              | 959                   |         | 71         | 341        | 109        |
| 1999 | 233.755  | 1.012.526 | 23,1     | 250       | 214             | 36              | 935                   |         | 83         | 248        | 107        |
| 2000 | 223.534  | 900.000   | 24,8     | 245       | 205             | 40              | 912                   |         | 93         | 219        | 106        |
| 2001 | 217.002  | 900.000   | 24,1     | 243       | 198             | 45              | 893                   |         | 100        | 201        | 106        |
| 2002 | 214.615  | 900.000   | 23,8     | 242       | 197             | 45              | 886                   |         | 69         | 201        | 106        |
| 2003 | 224.344  | 779.490   | 28,8     | 228       | 186             | 42              | 983                   |         | 68         | 184        | 106        |
| 2013 | 196.200  | 827.000   | 23,7     | 189       | 144             | 45              | 1.038                 | 15      | 56         | 169        | 93         |